# Ewing Oil
Ewing Oil is een fictief oliebedrijf uit de televisieserie Dallas.
Het bedrijf werd opgericht door Jock Ewing tijdens de Grote Depressie. Hij bestuurde het bedrijf van 1930 tot 1977 toen hij op pensioen ging als CEO en zijn zoon J.R. hem opvolgde.

## Voorgeschiedenis
In 1927 werd Jock bevriend met Digger Barnes, die letterlijk olie kon ruiken en kon zeggen waar er geboord moest worden. De twee vormden een goed team. Door het feit dat Digger te veel dronk riep Jock de hulp in van zijn oudere broer Jason. De eerste bron Ewing 1 was meteen een succes. Het geld gebruikte hij voor andere investeringen en hij werkte hard om meer geld te verdienen. Niet alleen Digger dronk, ook Jason wist er weg mee en ze gokten veel geld op. Toen Ewing 6 ontdekt werd zette Jock de bron op zijn naam alleen om zich te beschermen. Digger zag dit als verraad en probeerde hem te vermoorden. Jock besloot nu alleen verder te gaan. Digger kon het Jock nooit vergeten, Jason verdween en Ewing Oil was geboren.
In 1939 werd zijn eerste erfgenaam J.R. geboren, als kind nam hij hem al mee naar het bedrijf dat hij later zou leiden. Nadat J.R. begin jaren zeventig terugkeerde als soldaat uit Vietnam werd hij vicevoorzitter van Ewing Oil, zijn broers Gary en Bobby interesseerden zich niet voor de olie-industrie en J.R. kon zijn gangen gaan en zorgde voor een grote groei. In 1977 ging Jock op pensioen en droeg de macht over aan J.R., maar bleef wel in de raad van bestuur.

## Lijst van directeurs van het bedrijf
- Jason Ewing (1930–1931)
- Digger Barnes (1930–1931)
- Jock Ewing (1930–1941, 1945–1977)
- Ellie Ewing (1941–1945, 1981–1982)
- J.R. Ewing (1977–1980, 1982–88)
- Donna Krebbs (1984)
- Lee Ann De La Vega (1990-1991)
- Michelle Stevens (1991)
- Cliff Barnes (1991–1996)
- Bobby Ewing (1980, 1982–1988, 1989–1990, 1996–heden)
- Sue Ellen Ewing (1996–heden)